# Син Цзочэн
Син Цзочэн (кит. 邢座程; род. 2 октября 1964) — китайский учёный в области микроэлектроники, профессор Школы компьютерных наук Оборонного научно-технического университета НОАК. Под его руководством разрабатывается серия процессоров "Фэйтэн"..

## Биография
В 1987 году закончил Гуйлиньский университет электротехники. В 2001 году стал доктором наук.

## Достижения
Cерия процессоров "Фэйтэн", применяющаяся в суперкомпьютерах китайского производства.